# Olimpia delle Tofane
La Olimpia delle Tofane (également connue sous le nom de Stratofana Olimpica) est une piste de ski alpin située sur les Tofane, à Cortina d'Ampezzo, dans la province de Belluno.
En 1956, la course masculine de ski alpin dans le cadre des Jeux olympiques d'hiver de 1956 a eu lieu à l'Olimpia delle Tofane. Depuis 1993, il accueille les compétitions annuelles féminines Coupe du monde de ski alpin.
Elle accueillera aussi les épreuves féminines de ski alpin des Jeux olympiques d'hiver de 2026.